# Суонидж
Суонидж (на английски: Swanage) е крайбрежен курортен град в южната част на област (графство) Дорсет, регион Югозападна Англия. Разположен е на територията на община Пърбек. Населението на града към 2010 година е 9840 жители.
Първоначално малко рибарско селище в протока Ла Манш, през Викторианската епоха Суонидж се развива бързо като важно пристанище, а малко по-късно и като курорт за богаташите на деня. В наши дни, туризмът остава главен стопански отрасъл за града с десетки хиляди посетители в пика на летния сезон, привлечени от пясъчните плажове и природните забележителности. Суонидж се намира в източния край на бреговата линия известна като „Юрски бряг“ („Jurassic Coast“), включен към световното природно наследство под егидата на ЮНЕСКО. Сред по-важните забележителности са скалните крайбрежни образувания североизточно от града, наречени „Олд Хари Рокс“ и руините на замъка „Корф Касъл“ в околностите на Суонидж.

## География
Градът е разположен по крайбрежието на широк едноименен залив в най-външната част на полуостров Пърбек, вдаден в т.нар. Английския канал по известен като Ла Манш. На около 20 километра в северна посока се намира силно урбанизираната територия на югоизточен Дорсет, наричана агломерация Борнмът – Пул.

## Население
Долната таблица показва развитието на населението на Суонидж за период от приблизително един век:
| Населението на Суонидж за периода 1921 – 2010 година |      |      |      |      |      |      |      |        |      |
| година                                               | 1921 | 1931 | 1941 | 1961 | 1971 | 1981 | 1991 | 2001   | 2010 |
| население                                            | 7110 | 6280 | 6870 | 8120 | 8560 | 8650 | 9520 | 10 140 | 9840 |
| Население: 1921 – 2010                               |      |      |      |      |      |      |      |        |      |